# Weaver Lima
Weaver Lima (Fortaleza, 11 de janeiro de 1973) é um artista plástico,  quadrinista, arte educador, curador e produtor cultural brasileiro. Autodidata, é um dos mais atuantes artistas a produzir e discutir o meio cultural independente no Brasil.

## Biografia
De 1991 a 1998, integrou o grupo "Seres Urbanos".
Editou a coluna semanal PUB, do jornal O Povo, entre 1997 e 1998, dando ênfase à produção independente de artistas adeptos do DIY no Brasil e no mundo. Foi curador da mostra Luiz Sá - 100 Anos, que ficou em cartaz no Centro Cultural Banco do Nordeste em 2007, resultado de uma intensa pesquisa sobre o desenhista cearense Luiz Sá, criador do  trio Reco-Reco, Bolão e Azeitona.
Weaver foi premiado duas vezes no Salão de Abril em Fortaleza, Ceará (2004 e 2006)
É fundador do Coletivo MONSTRA, um dos mais ativos grupos de arte urbana de Fortaleza.

## Mostras
Desde 2002 dedica-se às artes visuais, tendo participado de diversas mostras coletivas, dentre as quais se destacam:
- Weaver Discos Pop Descarado. Galeria Mariana Furlani, Fortaleza.[4]
- Transfer – Mostra internacional reunindo artistas de referência do meio alternativo mundial - Centro Cultural Santander/ Porto Alegre - RS (2008), e Pavilhão Eng. Armando de Arruda Pereira, Parque Ibirapuera, São Paulo, SP (2010).[5]
- Goiânia Noise 15 anos, 15 visões – Mostra com a participação de 15 artistas de vários estados brasileiros em comemoração aos 15 anos do Festival Goiânia Noise. Galeria de Arte Marcos Caiado. Goiânia, GO (2009).
- Pra Começo de Século - exposição em comemoração aos 10 anos do Museu de Arte Contemporânea do Centro Dragão do Mar de Arte e Cultura. Um panorama da produção contemporânea da primeira década do século XXI com artistas do Ceará, Brasil e países da América Latina.  MAC, Fortaleza (2010).
- Que tal de uma forma mais leve – Casos Madame X (exposição individual). Projeto selecionado no edital de programação do Centro Cultural Banco do Nordeste, Fortaleza 2005.[2][6]

É representado pela Galeria Logo, de São Paulo.